# Ibá de Xangô

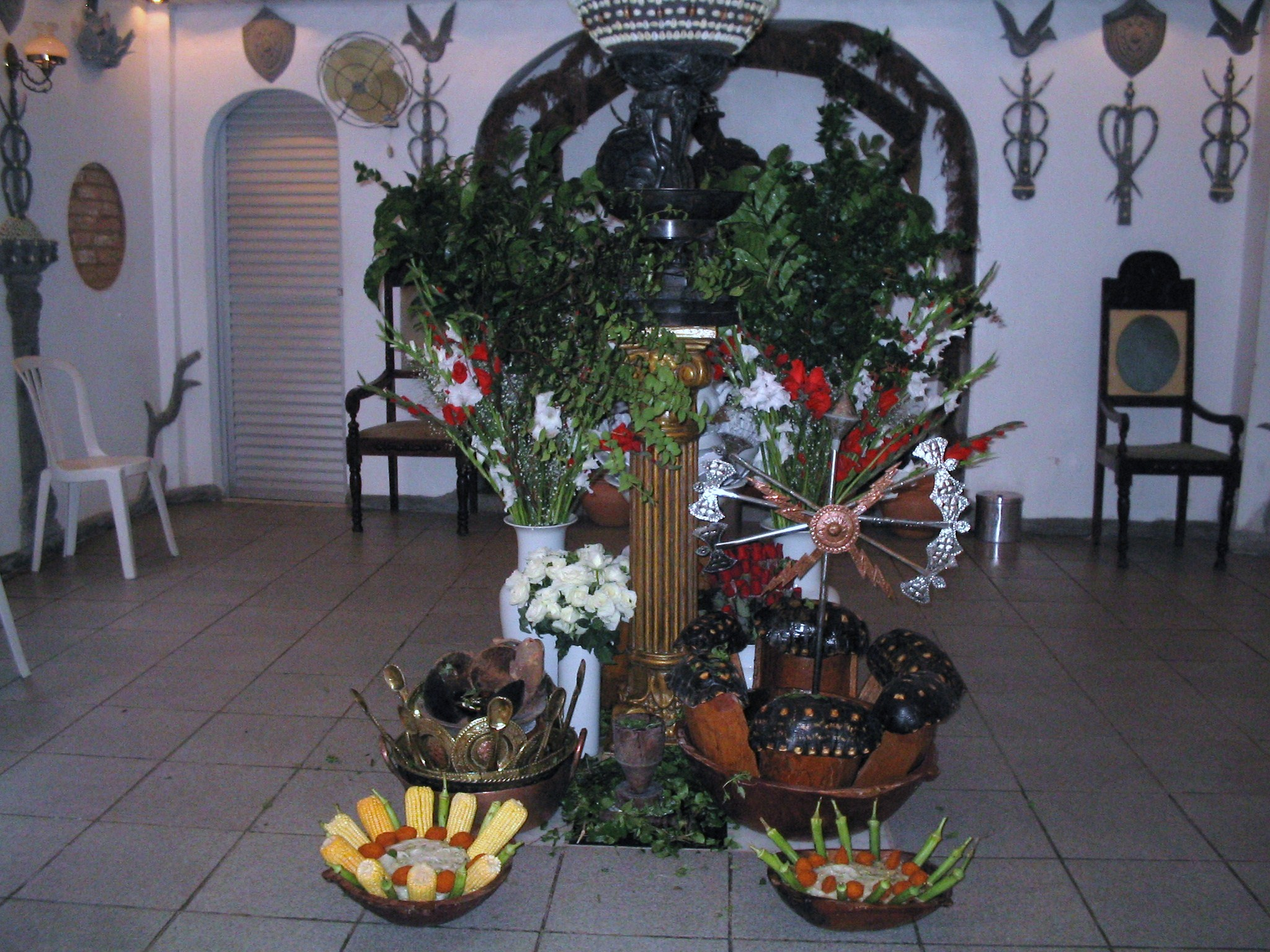
Assentamento de Xangô

Ibá de Xangô (em iorubá: igbá Ṣàngó) ou assentamento de Xangô como é chamado popularmente pelo povo de santo, são construídos com recipientes de madeira denominado de gamela, podendo ser de formato arredondadas ou ovaladas. São utilizadas três tipos de árvores diferentes em sua construção, conhecida no Brasil como jenipapeiro, jaqueira e umbaúba.

## Confecção
Dentro da gamela principal tem dispostos vários apetrechos, podemos encontrar várias moedas de cobre, pulseiras e pequenos machados do mesmo metal, três tipos de sementes são indispensáveis, são elas alibés, orobôs e aridãs em quantidade de 6 em acordo com o odu Obará ou 12 Ejilaxeborá. Um apetrecho especial, bem peculiar a este grande orixá é o meteorito, podendo ser aerólito, astrólito, meteorólito, uranólito, pedra-de-raio. Todavia, muitas pedras (itá) consagrada ao orixá Xangô tem formato de machado, em particular uma pedras do período neolítico, utilizadas como utensílios pelos humanos na pré-história fazem parte do ibá orixá, também chamada de Edum ará.